# 第一金融控股
第一金融控股（簡稱「第一金控」）為臺灣的金融控股公司於2003年1月2日以第一商業銀行為主體，由股份轉換方式成立。

## 歷史
第一金控旗下歷史最悠久的成員第一商業銀行可追溯至臺灣日治時期的臺灣貯蓄銀行，臺灣光復後，由臺灣省政府接手，1947年改組更名為「臺灣工商銀行」，1949年3月1日再更名為「臺灣第一商業銀行」，1976年再更名為「第一商業銀行」，並於2003年正式成為第一金控子公司。

2001年，太祥證券與第一銀行簽訂意向書，共同籌組第一金融控股公司；2002年，更名為一銀證券；2003年第一金控成立後，正式成為其子公司；2008年，再度改名為第一金證券。同年，與和英國英傑華集團共同創立人壽保險公司「第一英傑華人壽」，隔年更名為第一金人壽，後於2018年，英傑華集團以每股1美元售出所有股份，第一金人壽由第一金控全資持有。

明台產物保險曾於2003年7月31日以股份轉換方式成為第一金融控股之子公司。因獲利不佳，已於2005年9月2日將所有持股轉售日商三井住友海上旗下。

## 歷任董事長
1. 陳建隆：2003年1月2日－2003年8月15日（原第一商業銀行董事長）
2. 謝壽夫：2003年8月15日－2005年4月（因立院備詢發言不當請辭）
3. 張兆順：2006年1月－2008年5月
4. 陳裕璋：2008年5月－2010年5月17日（接任金管會主委）
5. 蔡慶年：2010年7月－2017年11月2日（因慶富案被撤換）
6. 董瑞斌：2017年11月21日－2019年4月8日
7. 廖燦昌：2019年4月8日－2020年7月30日（因遠航掏空案請辭）
8. 邱月琴：2020年11月2日－現任（原臺灣銀行總經理）

## 金控成員[2]
- 第一金融控股（臺證所：2892）
  - 第一商業銀行
    - 美國第一銀行（First Commercial Bank(USA)）
    - 一銀租賃
      - 一銀租賃（英屬維京群島）
        - 一銀國際租賃
        - 一銀融資租賃（廈門）

      - 第一金融資產管理（英屬維京群島）
        - 一銀租賃（成都）

  - 第一金證券
    - 第一金投顧
    - 第一金證券亞洲
      - 第一金和昇證券

  - 第一金投信
    - 第一金私募股權

  - 第一金人壽
  - 第一金融資產管理
  - 第一創業投資
  - 第一金融管理顧問

## 外部連結
- （繁體中文） 第一金控
- （繁體中文） 第一金人壽
- （繁體中文） 第一銀行